# مايكل رويغر
مايكل رويغر (من مواليد 14 مايو 1988) هو رياضي أسترالي في ألعاب القوى البارالمبية من فئة تي46. تنافس في 2008، و2012، و2016، و2020 و2024  في ألعاب القوى في سباقات المسافات المتوسطة والماراثون. فاز بميدالية ذهبية واحدة، وفضية واحدة، وأربع ميداليات برونزية في بطولة العالم لألعاب القوى لذوي الاحتياجات الخاصة وميدالية فضية وبرونزية في الألعاب البارالمبية. ميداليته الذهبية في ماراثون الرجال T46 في بطولة العالم لألعاب القوى لذوي الاحتياجات الخاصة 2019، التي أقيمت كجزء من ماراثون لندن، سجلت رقماً قياسياً عالمياً جديداً.
في عام 2024، يحمل الرقم القياسي العالمي في سباق 1500 متر للرجال T46 بزمن قدره 3:46.51 سجله عام 2017.

## الحياة الشخصية
ولد رويغر في 14 مايو 1988، وهو من لانغهورن كريك، جنوب أستراليا، جنوب أستراليا. لديه أخ توأم اسمه كريس. الجزء السفلي من ذراعه اليمنى مبتور. لعب كرة القدم للناشئين في نادي لانغهورن كريك لكرة القدم. خلال نشأته، لعب كرة السلة وتنس الطاولة والكريكت. انتقل من هناك إلى كانبرا في عام 2009. في عام 2012، كان طالبًا في جامعة كانبرا يدرس للحصول على بكالوريوس الاتصالات في الإعلان والتسويق.

## ألعاب القوى
رويغر رياضي مصنف في فئة تي46، يتنافس في سباقات 800 متر و1500 متر و5000 متر. وهو عضو في نادي هيلز ديستريكت الرياضي بمنطقة أديلايد. في عام 2008، عندما كان في أديلايد، تدرب مع بيت ديفيس ومارك فيرهيد. حصل على منحة دراسية في ألعاب القوى من المعهد الأسترالي للرياضة. بدأ التنافس في ألعاب القوى عام 1999 عندما تنافس مع فريق اختراق الضاحية في مدرسته الثانوية.
في بطولة فيكتوريا الريفية لعام 2008، سجل رويغر زمنًا تأهيليًا بارالمبيًا من الفئة "أ" قدره 4:02.04 في سباق 1500 متر. في ذلك الوقت، كان هذا ثاني أفضل زمن تم تسجيله في العالم على الإطلاق. كما سجل أزمانًا تأهيلية في سباقي 800 متر و5000 متر. عندما كان في العشرين من عمره، مثّل أستراليا في الألعاب البارالمبية الصيفية 2008. لم يفز بميدالية في تلك الألعاب. سجل أفضل زمن شخصي له في سباق 1500 متر، وأنهى السباق في المركز الثامن. واحتل المركز الحادي عشر في نهائي سباق 5000 متر. لم يتأهل لنهائي سباق 800 متر. تم اختياره لتمثيل أستراليا في الألعاب البارالمبية الصيفية 2012 في ألعاب القوى في سباق 800 متر. تضمن تدريبه البارالمبي خمس جلسات رياضية في الأسبوع مع التركيز على قوة الساقين. تنافس في سباق 800 متر رجال T46 في لندن 2012 لكنه لم يفز بميدالية.

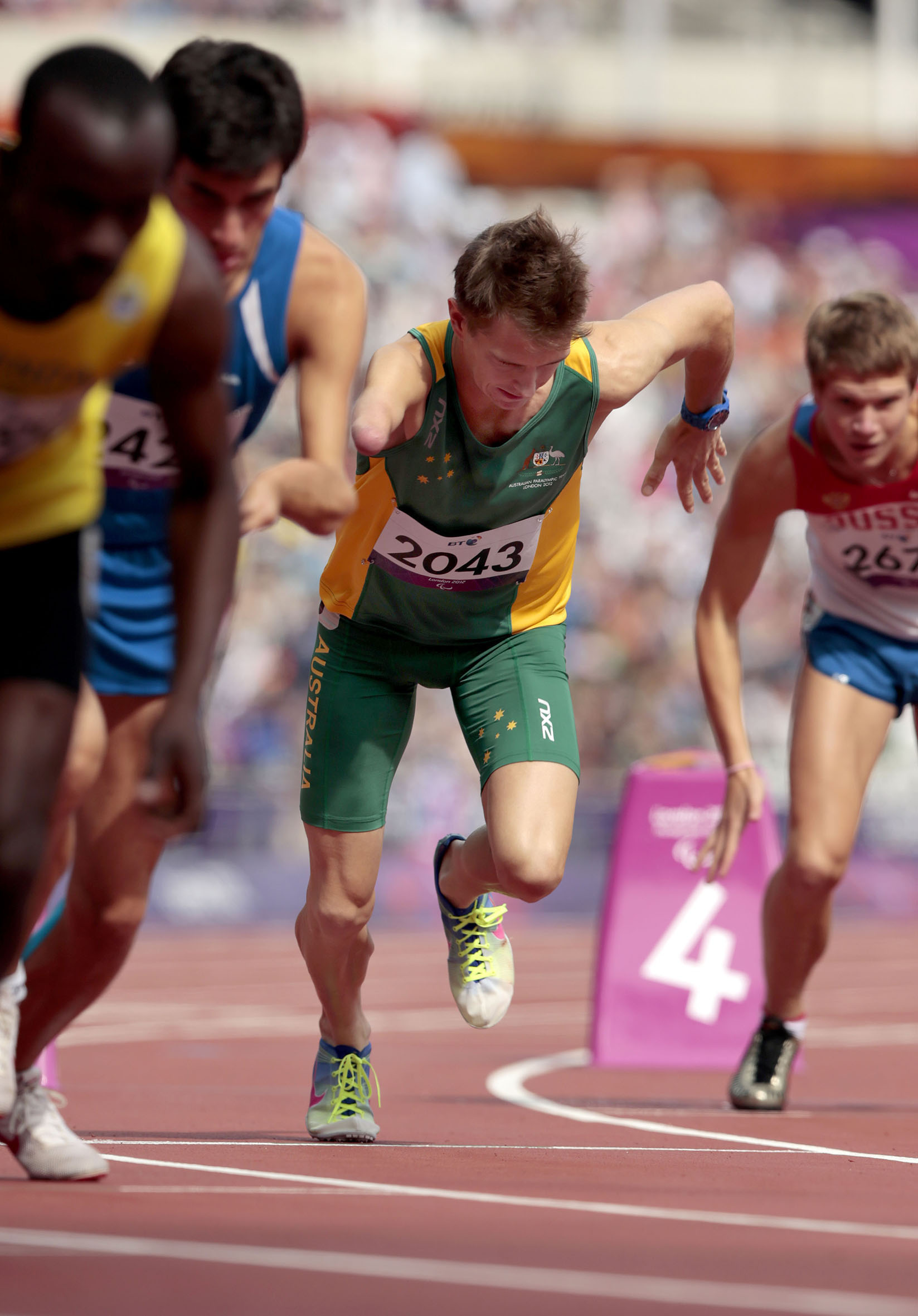
رويغر في الألعاب البارالمبية بلندن 2012

في بطولة العالم لألعاب القوى لذوي الاحتياجات الخاصة 2013 في ليون، فرنسا، فاز بميداليات برونزية في سباقي 1500 متر و5000 متر للرجال T46.
في عام 2014، حقق رويغر أفضل زمن شخصي جديد في سباق 1500 متر بفارق خمس ثوانٍ تقريبًا (3 دقائق و 51.08 ثانية) في 20 مارس 2014 في نادي فيكتوريا ميلرز. هذا الزمن أهّله للمشاركة في بطولة أستراليا لألعاب القوى 2014. كان زمنه أقل بقليل من الرقم القياسي العالمي البالغ 3:50.2 وثاني أفضل زمن في فئته. في بطولة أستراليا، نافس مدربه فيلو سوندرز، وهو عالم فسيولوجيا في المعهد الأسترالي للرياضة. أيضًا في عام 2014، كان جزءًا من فريق اللجنة الرياضية الأسترالية الذي مثّل أستراليا في تحدي الشركات جي بي مورغان تشيس في لندن، إنجلترا.

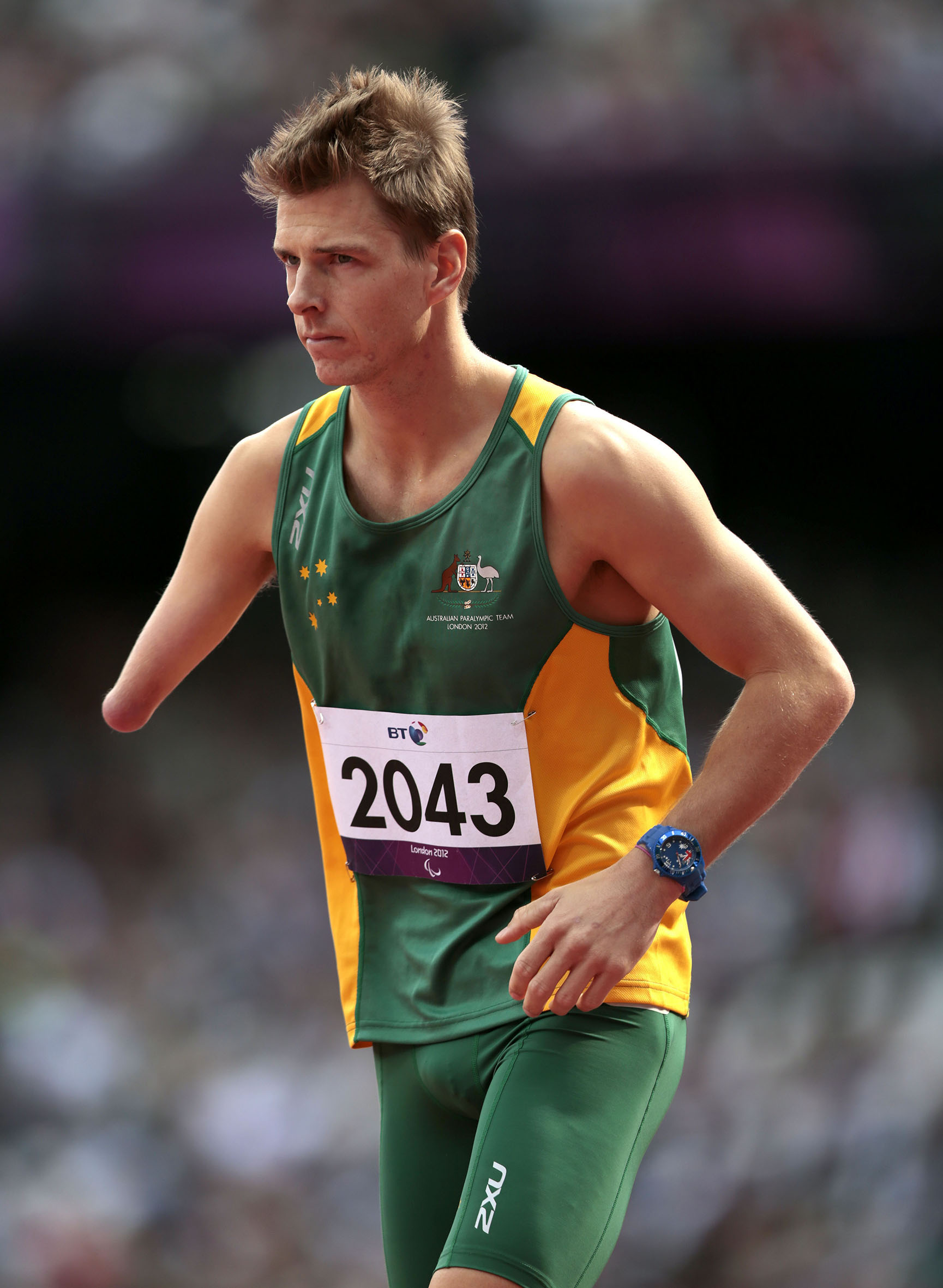
رويغر في الألعاب البارالمبية بلندن 2012

خلال موسم أتلتيكس أستراليا 2014/15، قلص أفضل زمن شخصي له في سباق 1500 متر إلى 3:50.61. تأهل لسباق 1500 متر المفتوح في بطولة أستراليا لألعاب القوى في بريزبان، كوينزلاند وشارك في التصفيات.
في يونيو 2015 في بوسطن، الولايات المتحدة، ركض رويغر بزمن 3:48.55 محطماً الرقم القياسي العالمي لسباق 1500 متر رجال T46 ولكن لم يتم التصديق عليه لعدم توفر اختبار للمنشطات.
في بطولة العالم لألعاب القوى لذوي الاحتياجات الخاصة 2015 في الدوحة، فاز بالميدالية البرونزية في سباق 1500 متر T46. بعد الحدث، قال رويغر: "الميدالية البرونزية هي ميدالية برونزية، كنت أرغب في المزيد من نفسي اليوم لكن ساقيّ لم تسعفاني في اللفة الأخيرة. إنها نقطة انطلاق لريو. هذا يجعلني متعطشًا جدًا للذهب. إنه حلمي وكان حلمي لفترة طويلة. الأمر يتعلق بأخذ الإيجابيات من هذا والبناء عليها للعام المقبل".
في 12 يونيو 2016، ركض رويغر بزمن 3:49.08 في سباق 1500 متر للرجال في مهرجان بورتلاند للمضمار ليحطم الرقم القياسي العالمي لسباق 1500 متر T46. لم يتم التصديق على الرقم القياسي على الرغم من إجراء اختبار المنشطات.
في الألعاب البارالمبية ريو 2016، فاز بالميدالية البرونزية في سباق 1500 متر رجال T46.

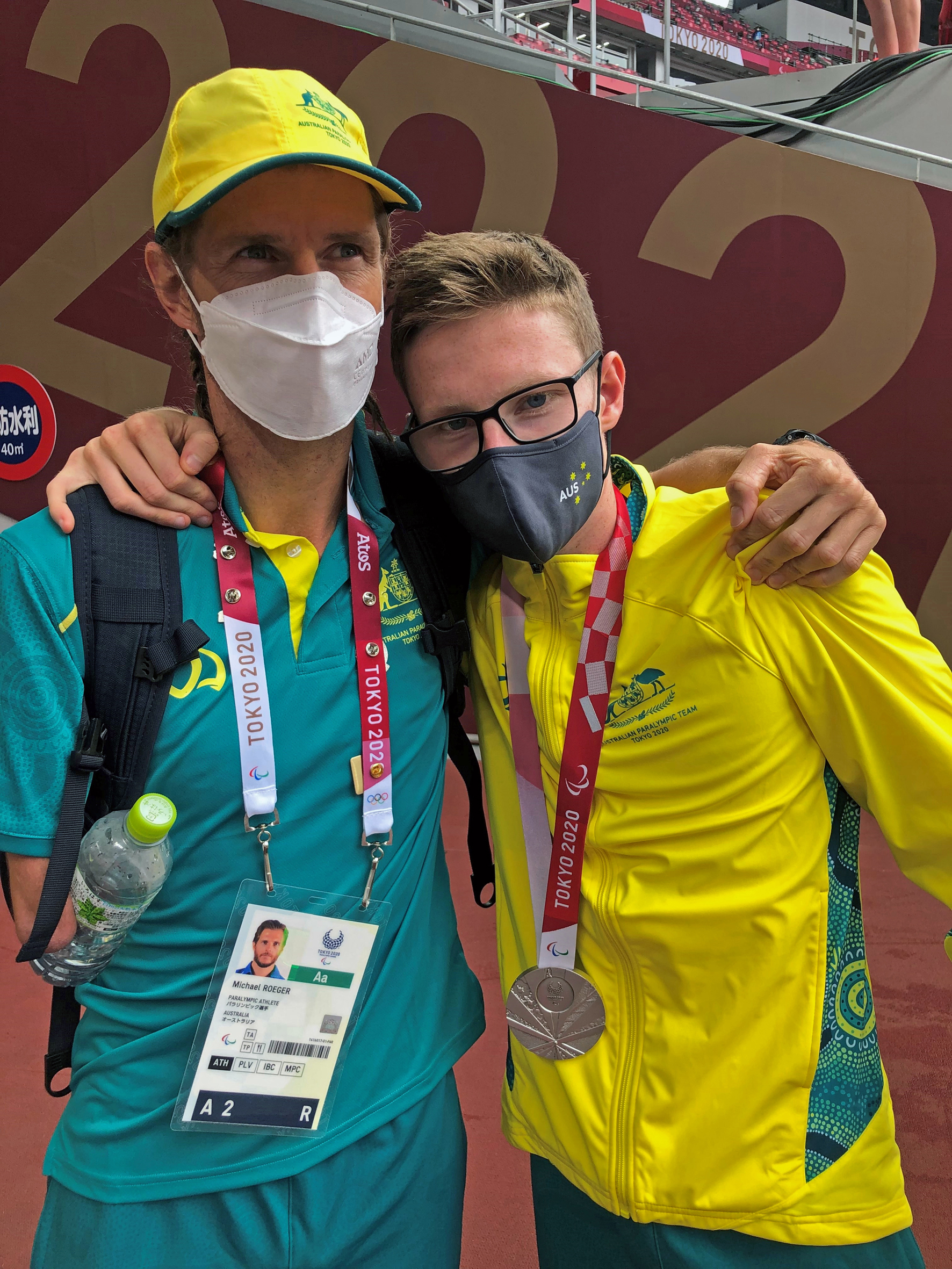
الرياضيان الأستراليان مايكل رويغر (يسار) وجاريد كليفورد بعد تقديم ميداليات الماراثون في الألعاب البارالمبية طوكيو 2020.

في 4 فبراير 2017 في بطولة سيدني الدعوية الافتتاحية، حطم رويغر الرقم القياسي العالمي لسباق 1500 متر T46 البالغ 3:50.15 بزمن قدره 3:46.51. كان رويغر قد تجاوز زمن الرقم القياسي العالمي سابقًا ولكن الأزمان السابقة كانت في أحداث غير معتمدة.
اُختير رويغر للمنافسة في بطولة العالم لألعاب القوى لذوي الاحتياجات الخاصة 2017 في لندن، إنجلترا، لكنه انسحب قبل المنافسة مباشرة بسبب الإصابة.
في 14 أكتوبر 2018، في أول ماراثون له، احتل المركز السادس في ماراثون ملبورن. زمنه 2:23.31 حطم الرقم القياسي العالمي السابق البالغ 2:26.44 ولكن لم يتم التصديق عليه. بعد السباق قال رويغر: "أنا سعيد للغاية بتحقيق الرقم القياسي العالمي وإنهاء السباق في MCG. لقد كان هذا نتاج 10 سنوات من العمل حقًا، إنه الرقم القياسي العالمي الثالث في العام، إنه شعور خاص جدًا."
في ماراثون لندن 2019 الذي كان أيضًا حدث الماراثون ضمن بطولة العالم لألعاب القوى لذوي الاحتياجات الخاصة 2019، فاز بسباق الرجال T46 بزمن قياسي عالمي قدره 2:22:51 محطمًا الرقم القياسي العالمي المعتمد البالغ 2:26.44. بعد استبعاده في البداية، مُنح الميدالية الفضية في سباق 1500 متر للرجال في بطولة العالم لألعاب القوى لذوي الاحتياجات الخاصة 2019 في دبي. كان زمنه 3 دقائق و 51.99 ثانية.
أنهى رويغر ماراثون الرجال T46 في المركز السادس في الألعاب البارالمبية في طوكيو 2020، وهي رابع مشاركة له في الألعاب البارالمبية. دخل رويغر الحدث كمرشح للفوز، لكن كسرًا إجهاديًا في ساقه في الشهر الذي سبق الألعاب أدى إلى استعداد وحمل تدريبي منقوصين قبل الوصول إلى طوكيو.
في الألعاب البارالمبية طوكيو 2020، نافس رويغر في ماراثون T46 حيث أنهى السباق في المركز السادس.
اضطر رويغر للعودة إلى سباق 1500 متر بعد استبعاد الماراثون من برنامج الألعاب البارالمبية باريس 2024. عند عودته إلى سباق 1500 متر، في 24 يونيو 2023، سجل أفضل زمن عالمي قدره 3:44.83 في لقاء للمضمار في بورتلاند، أوريغون. هذا الزمن الذي تجاوز رقمه القياسي العالمي الحالي لن يتم التصديق عليه لأن اللقاء لم يكن معتمدًا. في بطولة العالم لألعاب القوى لذوي الاحتياجات الخاصة 2023، فاز بالميدالية الفضية في سباق 1500 متر رجال T46 بزمن قدره 3:53.89.
في الفترة التي سبقت الألعاب البارالمبية باريس 2024، فاز رويغر بالميدالية البرونزية في سباق 1500 متر رجال T46 في بطولة العالم لألعاب القوى لذوي الاحتياجات الخاصة 2024 في كوبه. كان زمنه 3:50.45. في الألعاب البارالمبية باريس 2024، انتقل إلى سباق 1500 متر T46 حيث لم يكن الماراثون مدرجًا في البرنامج. فاز بالميدالية الفضية بزمن قدره 3:51.19 بعد تصدره معظم السباق.

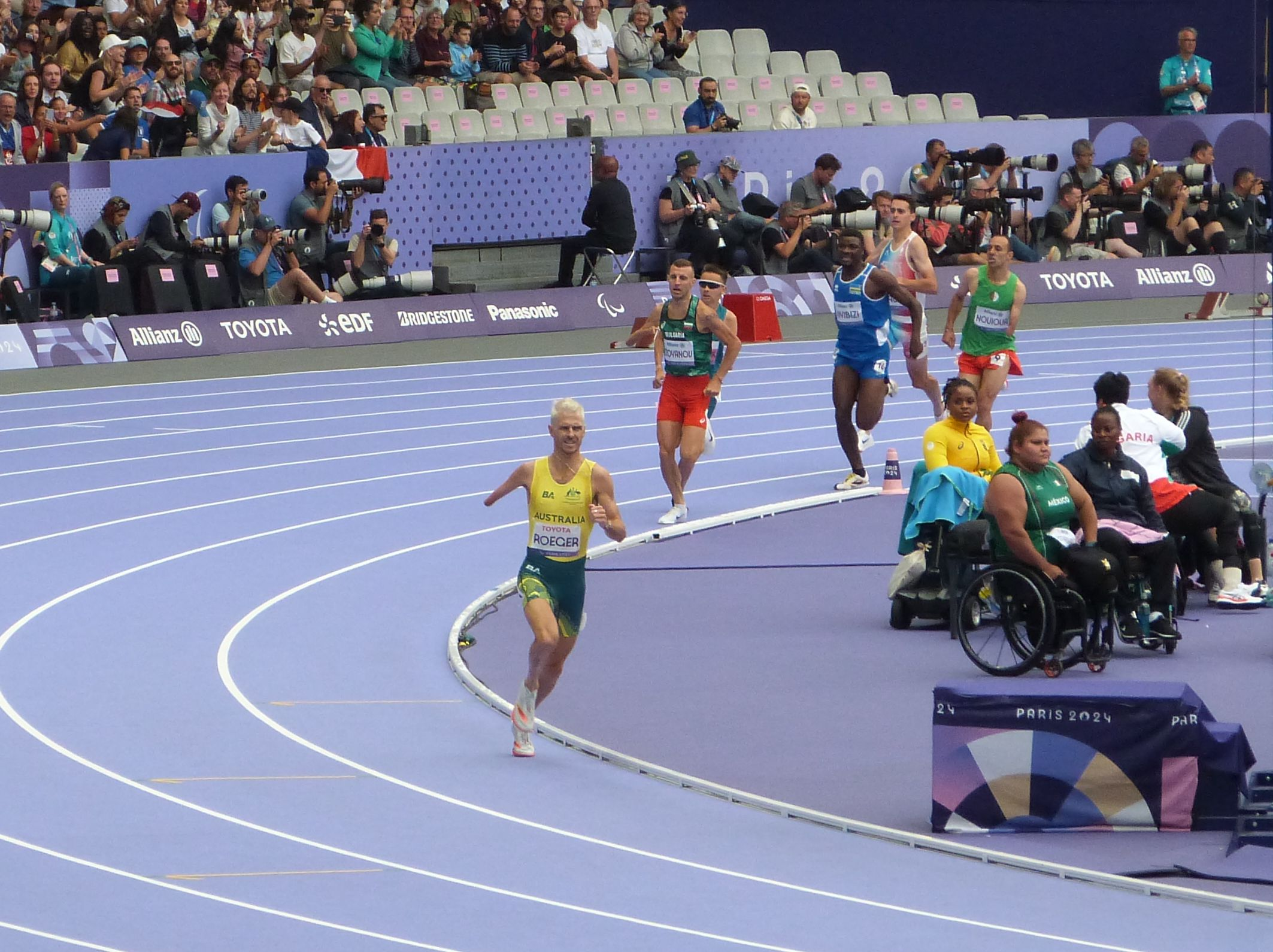
رويغر يتصدر نهائي سباق 1500 متر T46 في الألعاب البارالمبية بباريس

في عام 2024، حصل على منحة دراسية من معهد جنوب أستراليا للرياضة ويتدرب في المعهد الأسترالي للرياضة في كانبرا.

### تطور أزمنة 1500 متر
| المسافة  | الزمن                         | المكان   | التاريخ       |
| -------- | ----------------------------- | -------- | ------------- |
| 1500 متر | 3:51.08                       | ملبورن   | 20 مارس 2014  |
| 1500 متر | 3:50.61                       | سيدني    | 19 مارس 2015  |
| 1500 متر | 3:48.55                       | بوسطن    | يونيو 2015    |
| 1500 متر | 3:49.08                       | بورتلاند | 12 يونيو 2016 |
| 1500 متر | 3:46.51 رقم قياسي عالمي معتمد | سيدني    | 4 فبراير 2017 |
| 1500 متر | 3:45.63                       | سيدني    | 17 مارس 2018  |
| 1500 متر | 3:44.83                       | بورتلاند | 24 يونيو 2023 |

### تطور أزمنة 5000 متر
| المسافة  | الزمن       | المكان               | التاريخ        |
| -------- | ----------- | -------------------- | -------------- |
| 5000 متر | 14:14.91 رق | كانبرا               | 11 مارس 2016   |
| 5000 متر | 14:06.56 رق | غولد كوست، كوينزلاند | 15 فبراير 2018 |
| 5000 متر | 14.00.25 رق | سيدني                | 13 مارس 2021   |

### تطور أزمنة 10000 متر
| المسافة   | الزمن       | المكان | التاريخ        |
| --------- | ----------- | ------ | -------------- |
| 10000 متر | 29:24.19 رق | ملبورن | 13 ديسمبر 2018 |

### تطور أزمنة الماراثون
| المسافة | الزمن      | المكان | التاريخ        |
| ------- | ---------- | ------ | -------------- |
| ماراثون | 2:23.31    | ملبورن | 14 أكتوبر 2018 |
| ماراثون | 2:22:51 رق | لندن   | 28 أبريل 2019  |
| ماراثون | 2:19.33 رق | هيوستن | 19 يناير 2020  |
| ماراثون | 2:18:53 رق | سيدني  | 25 أبريل 2021  |

## التقدير
2014 – مُنح جائزة أفضل رياضي بارالمبي للرجال من أتلتيكس أستراليا ومُنح مدربه فيلو سوندرز جائزة أفضل مدرب لألعاب القوى البارالمبية من اللجنة الرياضية الأسترالية.
2015 – جائزة رياضي العام من كوكاكولا أماتيل من جامعة كانبرا وجائزة Full Blue
2015 – مرشح لجائزة أفضل رياضي بارالمبي للرجال من أتلتيكس أستراليا.
2016 – وصل إلى نهائيات مسابقة "أعزب العام" من مجلة كوزموبوليتان
2017 – جائزة مواطن العام الشاب من ستراثألبين
2018 – مُنح جائزة أفضل رياضي بارالمبي للرجال من أتلتيكس أستراليا
2019 – رياضي الشهر من اللجنة البارالمبية الدولية لشهر أبريل 2019

## وصلات خارجية
مايكل رويغر في أتلتيكس أستراليا (أرشيف)
مايكل رويغر في النتائج التاريخية لألعاب القوى الأسترالية
مايكل رويغر في الألعاب البارالمبية الصيفية 2024 (مؤرشف، رابط بديل)